# Garcinia stigmacantha
Garcinia stigmacantha är en tvåhjärtbladig växtart som beskrevs av Jean Baptiste Louis Pierre. Garcinia stigmacantha ingår i släktet Garcinia och familjen Clusiaceae. Inga underarter finns listade i Catalogue of Life.